# USO Bruay
Die Union Sportive Ouvrière Bruay-Labuissière, meist kurz als USO Bruay bezeichnet, ist ein französischer Fußballverein aus der nordfranzösischen Gemeinde Bruay-la-Buissière. USO bedeutet Arbeitersportvereinigung. Die Vereinsfarben sind Rot und Weiß; die Ligamannschaft des Klubs trug ihre Heimspiele über Jahrzehnte im Stade Vélodrome Léo-Lagrange, im 21. Jahrhundert im Stade Patrice Bergues aus.

## Geschichte
Gegründet wurde der Verein 1902 als USO Bruay-en-Artois; damit gehört die USOB, deren Aktive ganz überwiegend Bergleute waren, die in den örtlichen Zechen untertage arbeiteten, zu den ältesten „Kumpelklubs“ Frankreichs. Er schloss sich der Union des sociétés françaises de sports athlétiques (USFSA) an, dem anfangs einzigen französischen Verband, der auch Fußballer aufnahm. Bis zum Ersten Weltkrieg dominierten darin Vereine aus Paris, von der Mittelmeerküste und aus Nordfrankreich; insofern hatte die USOB zahlreiche starke Konkurrenten im Kampf um den regionalen Meistertitel. Namentlich an dem fünffachen französischen Meister Racing Roubaix, der US Tourcoing und später Olympique Lillois gab es für sie kein Vorbeikommen, so dass sie sich bis 1919 nie für die Endrunde um die Landesmeisterschaft der USFSA zu qualifizieren vermochte.
1919 schloss sich Bruay der am Jahresbeginn gegründeten Fédération Française de Football Association (FFFA) an. Der Verein blieb auch nach der Einführung eines professionellen Ligabetriebs (1932) immer dem Amateurismus verhaftet und entwickelte sich darin ab den frühen 1930er Jahren zu einem der stärksten Klubs in Nordfrankreich, der sich ab 1931/32 fünf Mal in Folge für die landesweite Hauptrunde im Landespokalwettbewerb um die Coupe de France qualifizieren konnte und bis weit nach dem Zweiten Weltkrieg durchgehend mindestens in der nordfranzösischen Division d’Honneur vertreten war. 
Mit dem Niedergang des Steinkohlebergbaus in der Region ab den 1960ern ging auch für diesen Verein ein sportlicher Abstieg einher. Nach dem Zusammenschluss der beiden Gemeinden Bruay-en-Artois und Labuissière (1987) nahm der Klub seinen heutigen Namen an. 

## Ligazugehörigkeit und Erfolge der Männermannschaft
In der höchsten französischen Spielklasse war die USOB nie vertreten; allerdings gehörte sie 1941/42 – während der deutschen Besetzung des Landes – zu den zwölf Mannschaften aus der grenznahen „verbotenen Zone“ Frankreichs, die untereinander einen inoffiziellen Erstliga-Spielbetrieb durchführten, weil die Reise- und Transportmöglichkeiten in die anderen Landesteile starken Restriktionen unterlagen. 1955 qualifizierte die USO Bruay-en-Artois sich als Nordfrankreich-Meister für die Endrunde um die französische Amateurmeisterschaft und erreichte darin das Endspiel, in dem sie aber dem Titelverteidiger US Quevilly unterlag.
Erfolgreicher waren die „Arbeiterfußballer“ (ouvriers-footballeurs) im Landespokal, in dem sie zwischen 1931 und 1965 während 15 Spielzeiten die Hauptrunde erreichten; ihre beste Zeit dabei waren die 1930er und die erste Hälfte der 1950er Jahre. Bei fünf Austragungen (1934, 1935, 1951, 1955 und 1959) stießen sie sogar bis in das Sechzehntelfinale, also unter die 32 besten Profi- und Amateurmannschaften Frankreichs, vor; in allen fünf Spielzeiten war es dann ein professioneller Kontrahent, der Bruays Weiterkommen verhinderte – darunter mit der AS Cannes, Olympique Marseille und Stade Reims drei Erstligisten. Während des Zweiten Weltkriegs, als auch der Pokal unter den Besatzungsfolgen litt und in den ersten Runden jeweils in den Teilregionen ausgetragen wurde, kam die USOB 1942/43 in das Achtel- und 1941/42 sogar ins Halbfinale ihrer Zone; darin gab sie sich „in einem sehr engen Duell und nur Dank zweier Treffer von Stanis“ in der Verlängerung dem späteren Zonenpokalsieger Racing Lens geschlagen.
2012/13 tritt die erste Männermannschaft in der Promotion d’Honneur (siebte Ligenstufe) an.

## Frauenfußballabteilung
1977 gründete der Verein eine Frauenabteilung. Die Bruaysiennes spielten ab 1987 in der Nordstaffel der damals allerdings noch in mehreren regionalen Gruppen ausgetragenen höchsten Frauendivision; 1992 stiegen sie daraus ab und pendelten in den folgenden Spielzeiten zwischen zweiter und erster Liga. 2002, im Jahr des 25-jährigen Jubiläums der Abteilung, gelang der USOB dann als Zweitligameister erneut der Aufstieg in die eingleisige Division 1, aus der sie allerdings nach nur einer Saison als Tabellenschlusslicht wieder abstiegen. Im Landespokalwettbewerb 2002/03 schieden sie nach einem 0:5 bei Meister Juvisy FCF frühzeitig aus. Am Ende der folgenden Saison mussten die Fußballerinnen der USOB auch die zweite Frauendivision (Nordgruppe) verlassen. 2009 zog der Klub seine Frauschaft aus dem Ligaspielbetrieb zurück.

## Bekannte ehemalige Spieler und Spielerinnen
- Sabrina Delannoy, 2001 bis 2003 als Jugendliche bei der USO
- Candie Herbert, 1996 bis 1999, in dieser Zeit auch Nationalspielerin
- Joseph Jadrejak, 1954/55
- Jean Oleksiak, bis 1939
- Michel Sénéchal, 1957 Teilnehmer am UEFA-Juniorenturnier, ab 1961 über 300 Erstligaspiele